# Coendou roosmalenorum
O Ouriço-cacheiro (nome científico: Coendou roosmalenorum) é um roedor endêmico do Brasil, ocorrendo na floresta amazônica mais especificamente nos estados do Amazonas e Roraima.
Existe outra espécie do gênero Coendou que leva o nome popular de Ouriço-cacheiro, porém, essa é nativa da  Nordeste do Brasil.